# Мэттьюс, Джесси
Дже́сси Мэ́ттьюс (англ. Jessie Matthews; 11 марта 1907[…], Сохо, Большой Лондон — 19 августа 1981, Eastcote, Большой Лондон) — английская актриса кино, театра и радио, певица, танцовщица, офицер ордена Британской империи.

## Биография
Джесси Мэттьюс родилась в Сохо (Лондон) в бедной семье продавца овощей и фруктов. Она была седьмым из шестнадцати детей в семье. Её дебют на сцене состоялся в театре Metropolitan Music Hall 29 декабря 1919 года в возрасте 12 лет — она играла в рождественской постановке Bluebell in Fairyland; впервые на экране Джесси появилась в 16 лет в немом фильме «Милый бродяга».
Мэттьюс участвовала в хоре Charlot Review in London, с ним ездила в Нью-Йорк, где была дублёром известной актрисы и певицы Гертруды Лоренс, и с успехом её заменила, когда та заболела. С успехом исполняла музыкальные номера London Calling! и Let's Do It, Let's Fall in Love. В США Мэттьюс называли «Танцующая богиня» (The Dancing Divinity).
Её переливчатый голос и круглые щеки очень полюбились британцам, однако популярность Мэттьюс снизилась в связи с перерывом в работе с 1938 по 1943 года, её возвращение в третьесортном фильме Candles at Nine не вернуло её. Образ Мэттьюс теперь ассоциировался с лихорадочной довоенной роскошью, ныне считавшейся устаревшей и немодной. После нескольких малоуспешных ролей в кино Мэттьюс в 1960-х нашла себя в новом качестве: она озвучила одну из главных ролей в радио-«мыльной опере» «Дневник миссис Дейл». Тем не менее, основная работа Мэттьюс в 1950-х и 1960-х оставалась в сфере театра и варьете (Variety show), она с успехом гастролировала по Австралии и Южной Африке, по провинциальным городам Великобритании.
В 1970 году получила Орден Британской империи. В 1979 году выступила в Лос-Анджелесе с «шоу одной актрисы», за что получила награду «Лучший драматический монолог года» (United States Drama Logue Award for the year’s best performance in concert).
Джесси Мэттьюс на протяжении всей жизни периодически тяжело болела и скончалась на 75 году жизни от рака.
Джесси Мэттьюс посвящён один из эпизодов документального сериала «Это ваша жизнь» и один из эпизодов документального сериала «40 минут».

## Личная жизнь
Джесси Мэттьюс была замужем трижды:
- Генри Литтон-младший (Henry Lytton, Jr.), актёр — с 1926 по 1929 год (развод).
- Сонни Хейл[англ.] (Sonnie Hale), актёр и режиссёр — с 1931 по 1944 год (развод; приёмная дочь Катерина Хейл-Монро (Catherine Hale-Monro), позднее известная как графиня Катерина Гриксони (Catherine, Countess Grixoni)).
- Брайан Льюис (Brian Lewis), лейтенант армии Великобритании — с 1945 по 1959 год (развод).

Все замужества Мэттьюс закончились разводами, и были омрачены несколькими неудачными беременностями и судебными дележами имущества. Также из-за своей личной жизни Мэттьюс несколько раз становилась объектом внимания общественности: в частности, её роман со вторым мужем начался, когда тот ещё был женат на актрисе Эвелин Лэй, любовные письма Мэттьюс были использованы как доказательства в бракоразводном процессе Хейла и Лэй. Также Мэттьюс была замечена в любовной связи с герцогом Георгом.

## Избранная фильмография
- 1923 — Милый бродяга / The Beloved Vagabond — Пэн
- 1924 — Соломинки на ветру / англ. Straws in the Wind — деревенская девушка (в титрах не указана)
- 1931 — Как гром среди ясного неба / Out of the Blue — Томми Такер
- 1932 — Мичман / англ. The Midshipmaid — Селия Ньюбиггин
- 1932 — А вот и невеста / There Goes the Bride — Аннетт Марканд
- 1933 — Хорошие компаньоны / The Good Companions — Сьюзи Дин
- 1933 — Человек из Торонто / англ. The Man from Toronto — Лесли Фаррар
- 1933 — Пятница, 13-е / Friday the Thirteenth — танцовщица Милли
- 1934 — Венские вальсы / Waltzes from Vienna — Рейзи
- 1934 — / Evergreen — Гарриет Грин
- 1935 — Сначала девушка / англ. First a Girl — Элизабет
- 1936 — Снова любовь / англ. It's Love Again — Элэйн Брэдфорд / миссис Смит-Смит
- 1937 — / Gangway — Пэт Уэйн
- 1937 — Вверх тормашками / Head over Heels — Джинн Колберт
- 1938 — Карабкаясь высоко / англ. Climbing High — Диана Кастл
- 1938 — / англ. Sailing Along — Кей Мартин
- 1943 — Вечность и один день / Forever and a Day — Милдред Тримбл
- 1943 — / англ. Candles at Nine — Доротея Каппер
- 1958 — Мальчик-с-пальчик / tom thumb — Энн, мать Мальчика-с-пальчика
- 1976 — Ангелы / Angels — миссис Туми (в эпизоде «My Patient»)
- 1978 — Собака Баскервилей / The Hound of the Baskervilles — миссис Тинсдейл
- 1980 — Непридуманные истории / Tales of the Unexpected — Хазел (в эпизоде «A Picture of a Place»)